# القلق الاكتئاب المختلط
اضطراب القلق والاكتئاب المختلط (بلأنجليزية :Mixed Anxiety and Depressive Disorder) يستخدم هذا التشخيص عندما تتساوى كل من أعراض القلق و الاكتئاب, إذا كانت كل من الأعراض شديدة لدرجة تستدعي لتشخيص مستقل عندئذ يسجل كل من الاضطرابين.اما إذا كان هناك أسباب تستدعي تسجيل تشخيص واحدعندئذ تعطى الأولوية للأكتئاب.

## العلاج
إذا كان القلق غالباَ يعالج على أنه قلق، اما إذا الاكتئاب غالب يعالج على أنه اكتئاب, اما إذا تساوى القلق والاكتئاب يعالج وكأنة اكتئاب.

### العلاج المعرفي
برونز ونولين – هوكسيما (1992):اسم الدراسة: 
فاعلية العلاج المعرفي في علاج الاكتئاب واضطراب القلق الاكتئابي المختلط.
عينة الدراسة:
168 مريضاً يعانون من الاكتئاب(89) مريضاً بالاكتئاب فقط و79 مريض يعانون من الاكتئاب والقلق).
إجراءات الدراسة:
تم تقسيم أفراد هذه المجموعة إلى مجموعتين الأولى ضمت 98 مريضا تلقوا برنامج العلاج المعرفي السلوكي والثانية ضمت 68 مريضاً تلقوا برنامج العلاج المعرفي السلوكي بالإضافة إلى العلاج بالعقاقير باستخدام مضادات الاكتئاب. واستغرق البرنامج العلاجي اثنتي عشرة جلسة بواقع جلسة في الأسبوع وتم خلالها استخدام فنيات المناقشة ومراقبة الذات وإعادة البناء المعرفي والواجبات المنزلية.
نتائج الدراسة:
1- لا توجد فروق دالة إحصائياً في التحسن بين مرضى الاكتئاب الخالص ومرضى الاكتئاب والقلق. 
2- لم يتحسن مرضى الاكتئاب المزدوج بنفس القدر الذي تحسن به مرضى الاكتئاب الخالص لكن هذه الفروق لم تكن دالة إحصائياً .
3- لا توجد فروق دالة إحصائيا في درجة التحسن بين المرضى الذين تلقوا العلاج المعرفي فقط والذين تلقوا العلاج المعرفي إضافة للعلاج بالعقاقير.